# Usedlost čp. 3 (Tuřany)
Venkovská usedlost čp. 3 se nachází v katastrálním území Tuřany u Kynšperku nad Ohří v okrese Cheb. Je chráněna jako kulturní památka České republiky.

## Historie
Vznik venkovské usedlosti se datuje do roku 1854. Je to ukázka statku chebského typu a příklad lidové architektury na Chebsku. Usedlost si zachovala důležité prvky chebského dvoru jako je obytná budova, chlévy, špýchar, stodolu a chlebovou pec, která je zvnějšku přistavěná.

## Popis
Budovy usedlosti tvoří uzavřený dvůr. Obytná budova je v přízemí roubená a v patře je hrázděná, zakončena sedlovou střechou. Hlavní průčelí je ukončeno hrázděným štítem, v přízemí jsou dvě okna, v patře jsou tři okna. K vnější straně je přistavěn přízemní přístavek s pultovou střechou. V přízemí je klenutá bývalá černá kuchyně, stropy jsou rovné trámové. V patře se nachází obytná místnost a špýchar. K přístavku na vnitřní roh budovy navazuje zděná brána s půlkruhovým zaklenutím. Kolmo na obytný dům (levá strana) stojí hospodářská zděná budova se stájemi. Ve štítové straně ukončené zděným trojúhelníkovým štítem je portál s nápisem M.W. a datací 1854. Na stáje se napojuje dřevěná vstupní brána a bedněná stodola se dvěma pernami. Dvůr uzavírá zděná kůlna, která je do dvora podepřena třemi pilíři.